# Pardosella
Pardosella là một chi nhện trong họ Lycosidae.